# Jean-Jules Eggericx
Ne doit pas être confondu avec l'architecte Hubert Eggerickx
Jean-Jules Eggericx est un architecte belge, né à Anderlecht (Bruxelles) le 21 août 1884 et décédé à Uccle (Bruxelles) le 22 avril 1963 .

## Biographie
Au début de sa fructueuse carrière, Jean-Jules Eggericx s'intéresse beaucoup au logement social. Après des études chahutées entre 1903 et 1906 — il a claqué la porte de l'Académie des beaux-arts de Bruxelles pour protester contre l'enseignement historicisant d’Ernest Acker — il est formé par Alban Chambon, Jean-Baptiste Dewin et Victor Horta sans renoncer à dire tout le mal qu’il pense de l'enseignement de l'architecture dans des articles polémiques parus dans La Pointe sèche ou Haro.
Exilé en Angleterre pendant la guerre, il y découvre la garden-city d'Ebenezer Howard et rentre convaincu que la cité-jardin est la meilleure réponse à la crise du logement que connaît la Belgique. Pour accélérer le mouvement, il préconise, à la manière d'un fonctionnaliste d’avant-garde, l’utilisation d’éléments standardisés, tempérés par un réel souci de variété.
Comme son comparse Raphaël Verwilghen (1885-1963), grand théoricien de l’urbanisme moderne, il enseigne à l'école d'architecture de La Cambre. Il tient le tout premier atelier d'architecture de l'école, dont est sortie notamment Claire Henrotin, première Belge diplômée d'architecture. De plus, il participe, en qualité d’architecte du commissariat général du gouvernement, à la construction des pavillons de l'Exposition universelle de 1935 et du pavillon belge de l'exposition de Paris de 1937.

## Réalisations principales
Il se lance alors à corps perdu dans la réalisation d’ensembles d’habitations groupées à Comines, Zonnebeke et Elverdinge pour l’Office des régions dévastées (1920-1921) avant de superviser la construction du quartier de la Roue à Anderlecht pour le compte de la Société nationale des habitations à loyer bon marché.
Sa principale réalisation reste toutefois le vaste ensemble des cités Floréal et du Logis (voir l'article Cité-jardin à Bruxelles) à Watermael-Boitsfort, à laquelle il travaille avec d’autres architectes — R. Moenaert, L. François — et l'urbaniste Louis Van der Swaelmen entre 1921 et 1937. Il ponctue la cité-jardin de 1 600 logements, commerces et écoles d’une petite tour en fer à cheval de dix étages dont la hauteur fait d’emblée scandale.
Jean-Jules Eggericx réalise en 1937 une salle pour la danseuse Akarova avenue de l’Hippodrome à Ixelles. Il participe également à la réalisation des premiers immeubles à appartements à Bruxelles. C'est ainsi qu'entre 1935 et 1940, il dessine les plans des deux tours jumelles de la rue du Luxembourg dans le Quartier Léopold pour le compte de la société immobilière SOBECO. La première tour du square de Meeûs – la résidence Léopold - construite entre 1935 et 1937 sur le territoire d’Ixelles avait provoqué, en vain, la réprobation de la commission royale des monuments et sites qui dénonçait la rupture qu’elle provoquait dans l’harmonie de la place. Pour justifier la seconde, le promoteur n’hésite pas à faire valoir le retour de la symétrie et de l’ordonnancement des façades, si caractéristique du Quartier Léopold. L’accord de principe des autorités communales l’incite à acheter les maisons qui forment l’angle gauche de la rue du Luxembourg. Mais l’administration communale fait de la résistance et tente d’imposer le respect d’un règlement de bâtisse foulé aux pieds par ce genre de construction en hauteur. Les autorités politiques passent outre et la tour de gauche se dresse dans le ciel bruxellois entre 1938 et 1940. La résidence Albert, pourtant destinée à l’habitation, est aussitôt réquisitionnée par l’occupant allemand pour y loger des services administratifs qui emménagent dès le mois d’août. Vidée aujourd'hui de ses derniers occupants, les fonctionnaires du Ministère des Affaires économiques, elle est toujours en attente de rénovation.